# カラタネオガタマ
カラタネオガタマ（唐種招霊、学名: Magnolia figo）は、モクレン科モクレン属に属する常緑樹の1種である。別名トウオガタマ（唐招霊）。オガタマノキ属に分類されることが多かったが（Michelia figo）、2022年現在ではふつうモクレン属に分類される。花にはバナナに似た強い香りがある（図1）。中国東南部原産であるが、日本などでも庭や神社に植栽されている。

## 特徴
常緑小高木から低木であり、高さ2–5メートル (m) になる（下図2a）。樹皮は灰褐色（下図2b）。枝や芽、葉柄などに褐色から黒褐色の立毛が多い。
葉は互生し、葉柄は長さ2–4ミリメートル (mm)。葉身は倒卵状披針形から楕円形、4–10 × 1.8–4.5 センチメートル (cm)、光沢があり、全縁、基部はくさび形から広くさび形、先端は尖る（上図2c）。
花期は日本では5–6月（原産地では3–5月）。直径 2 - 2.5 cm で黄白色の花が葉腋に1個ずつつく（上図3）。花の寿命は短く、1–2日。花被片は 1.2–2 × 0.6–1.1 cm、ふつう6枚、萼片と花弁の分化はなく全て花弁状、ふつう黄白色で縁など一部が紫紅色を帯びる（紫色やワインレッドの栽培品種もある）（上図3）。雄しべは多数、長さ7–8 mm、紫色を帯び、葯隔は突出し尖る（上図3）。雌しべは離生心皮、多数、長さ 6 mm。雄しべ群と雌しべ群の間に長さ 7 mm ほどの柄がある（上図3b）。花はバナナに似た強い甘い香りがし、その匂いの主成分は酢酸イソブチルである。
果期は日本では10–11月（原産地では7–8月）、個々の雌しべは球状の袋果となり、それが集まった長さ 2–3.5 cm ほどの集合果を形成し、裂開して種子を露出する。染色体数は 2n = 38。

## 分布・生態
原産地は中国東南部。世界中の熱帯から暖温帯域で植栽されることがある。日本へは江戸時代に渡来したといわれる。

## 人間との関わり
花が完全には開かず、半開きの状態のままであることが含み笑いをしているように見えることから、原産地である中国では「含笑花」とよばれる。日本では別名として「トウオガタマ」ともよばれ、また、花にバナナのような匂いがあるため、「バナナノキ」とよばれることもある。
世界各地で観賞用に植栽されており、栽培品種も作出されている（上図3c）。日本では、オガタマノキと同様に、神社に植えられていることも多い。耐寒性がやや弱く、霜が降るような場所では生育不良となる。乾いた寒風を嫌い、日なたから明るい半日陰、やや湿り気のある水はけのよい肥よくな土壌を好む。目立つ病虫害は知られていない。
中国では、花を風乾または低温で加熱乾燥したものは消化不良や腹部膨満、鼻炎などに対する生薬とされ、「含笑」とよばれる。また、花から抽出された芳香油は、香料とされる。花被片は、茶外茶とされることがある。台湾では、花を髪飾りとすることがある。
カラタネオガタマの花言葉は「甘い誘惑」である。

## 分類

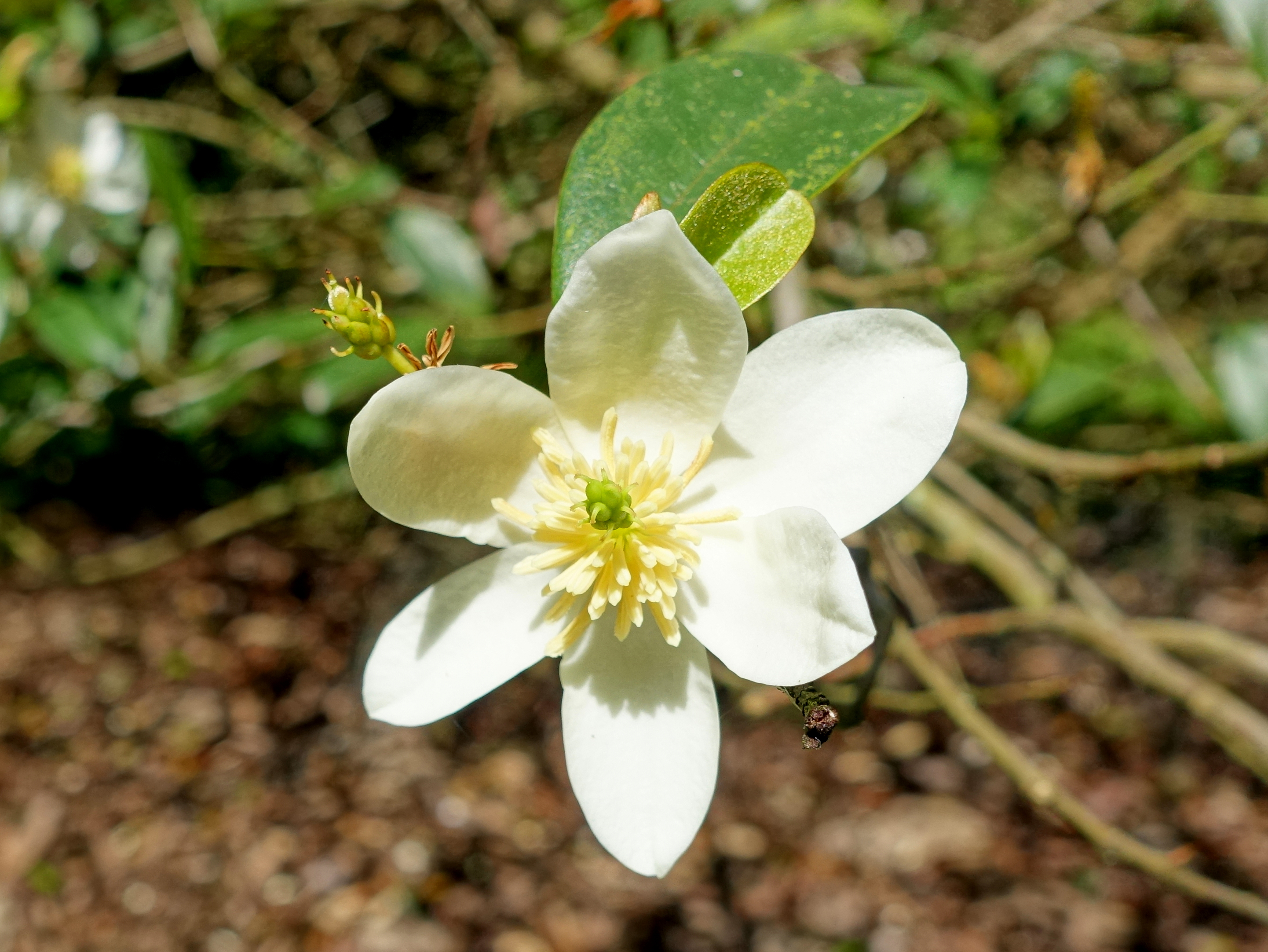
4. Magnolia figo var. crassipes

カラタネオガタマはオガタマノキ属（Michelia）に分類されることが多かったが（Michelia figo）、2022年現在ではふつうモクレン属に分類される（Magnolia figo）。モクレン属の中では、オガタマノキ節（Magnolia section Michelia）に分類される。
カラタネオガタマの中には、以下の変種が提唱されている。
表1. カラタネオガタマの種内分類群
- Magnolia figo var. crassipes (Y.W.Law) Figlar & Noot. (2004)（図4）
シノニム: Michelia brevipes Y.K.Li & X.M.Wang (1987); Michelia crassipes Y.W.Law (1985); Michelia figo var. crassipes (Y.W.Law) B.L.Chen & Noot. (1993)
- Magnolia figo var. figo
シノニム: Liriopsis fuscata (Andrews) Spach (1839); Magnolia annonifolia Salisb. (1805); Magnolia fasciata Vent. (1803); Magnolia fuscata Andrews (1802); Magnolia fuscata var. annonifolia (Salisb.) DC. (1817); Magnolia fuscata var. hebeclada DC. (1817); Magnolia fuscata var. parviflora (Blume) Steud. (1841); Magnolia heliophila P.Parm. (1845); Magnolia meleagrioides DC. (1817); Magnolia parviflora Blume (1825); Magnolia parvifolia DC. (1817); Magnolia versicolor Salisb. (1805); Michelia fascicata (Andrews) Vent. (1803); Michelia fuscata (Andrews) Blume (1829); Michelia parviflora Deless. (1821); Michelia parvifolia (DC.) B.D.Jacks. (1894); Sampacca parviflora (Deless.) Kuntze (1891)
- Magnolia figo var. skinneriana (Dunn) Noot. (2008)
シノニム: Magnolia caudata (M.X.Wu, X.H.Wu & G.Y.Li) Callaghan & Png (2020); Michelia amoena Q.F.Zheng & M.M.Lin (1987); Michelia caudata M.X.Wu, X.H.Wu & G.Y.Li (2015); Michelia linyaoensis D.C.Zhang & S.B.Zhou (2002); Michelia skinneriana Dunn (1908)